# Remiza Straży Pożarnej w Olsztynie
Remiza Straży Pożarnej w Olsztynie – wybudowana na początku XX wieku, położona na terenie Podgrodzia, przy alei Niepodległości 16 w Olsztynie. 13 października 1989 wpisana do Rejestru Zabytków pod nr rej.: 1746 z 13.10.1989.
Obiekt usytuowany jest w pobliżu Placu Roosevelta. Jego powstanie datuje się na lata 1908–1909. W 1990 roku przeszedł generalny remont. Obecnie na terenie przyległym do remizy stacjonuje Wojewódzka Jednostka Ratowniczo-Gaśnicza nr 1 Państwowej Straży Pożarnej.